# كاتيلين
كاتيلين (بالإنجليزية: Catiline)‏ هو رجل أعمال روماني وجندي و عضو مجلس الشيوخ في القرن الأول قبل الميلاداشتهر بمؤامرة كاتيليناراين Catilinarian الثانية، وهي محاولة للإطاحة بالجمهورية الرومانية، وبصفة خاصة سلطة مجلس الشيوخ الأرستقراطي.